# 5000 м
5000 метра е лекоатлическа дисциплина, отнасяща се към дългите бягания. Част е от програмата на Световните първенства по лека атлетика, както и на Олимпийските игри (от 1912 за мъжете и от 1996 за жените). Провежда се на открито, както и в зала.
Дистанцията изисква както голяма аеробна издръжливост, така и тактически умения за успешното провеждане на бягането.

## Световни рекорди
Актуалните световни рекорди за мъже и жени се държат от състезатели на Етиопия:
- Световен рекорд за мъже на открито – Кенениса Бекеле – 12:37,35 мин. (31 май 2004 г., Хѐнгело, Нидерландия)
- Световен рекорд за мъже в зала – Кенениса Бекеле – 12:49,6 мин. (20 февруари 2004, Бирмингам, Англия)
- Световен рекорд за жени – Тирунеш Дибаба – 14:11,15 мин.

## Национални рекорди
- Мъже (на открито) – Евгени Игнатов – 13:13,15 мин. – (1986 г.)
- Жени (на открито) – Даниела Йорданова – 14:56,95 мин. – (2001 г.)